# Джек Лейтон
Джон Ґілберт «Джек» Лейтон, PC, MP (18 липня 1950, Монреаль — 22 серпня 2011, Торонто) — канадський політик, прихильник соціал-демократії, лідер Нової демократичної партії Канади з 2003 по 2011 роки. З 2011 — лідер офіційної опозиції в Канадському парламенті 41-го скликання.

## Політична діяльність
Джек Лейтон був лідером Нової демократичної партії Канади з 2003 по 2011 роки, а перед тим працював у міськраді Торонто обіймаючи посаду мера Торонто. Він був також членом Парламенту Канади від округу Торонто-Данфорс з 2004 аж до смерті.
Будучи сином члена кабінету міністрів від Прогресивної партії Лейтон зростав в м. Гудзон (Квебек). Згодом він став одним з видних політиків в муніципалітеті Торонто. У 1991, він виставив свою кандидатуру на виборах мера міста, та програв перегони Джун Роулендс. Працюючи в раді згодом він очолив Федерацію канадських Муніципалітетів. У 2003 р. його обрали головою НДП. Під його керуванням НДП зуміла подвоїти свою підтримку серед населення Канади на федеральних виборах 2004 р. НДП Лейтона сприяла балансу влади в уряді меншості Пола Мартіна, коли у травні 2005р вона підтримала бюджет лібералів в обмін на прийняття запропонованих НДП поправок до бюджету.
Під час федеральних виборів 2006 та 2008 років НДП отримала значно більшу кількість місць в Парламенті Канади, ніж це було навіть на піку їхньої популярності у 1980 роках. На федеральних виборах 2011 року Джек Лейтон вивів свою партію на рівень 103 місць у Парламенті Канади і НДП відповідно стала партією офіційної опозиції. Успіх партії був приголомшливим й зробив з Лейтона найуспішнішого партійного лідера в Канаді, що зумів в такий короткий термін суттєво збільшити представництво своєї партії в Парламенті Канади.
Лейтон помер 22 серпня 2011 року в віці 61 року, страждаючи простатою й від нез'ясованого типу раку. Причини його смерті поки що публічно не оголошені. Він був одружений з Олівією Чоу, яка також є членом парламенту.